# 雷應龍
雷應龍，字孟升，號覺軒，雲南蒙化衛軍籍應天府上元縣人，明朝政治人物。

## 生平
弘治十七年（1504年）甲子舉孝廉第一，正德九年（1514年）甲戌科進士。授福建莆田知縣，嘉靖元年（1522年）選浙江道監察御史，因災異疏陳八事。

## 事跡
嘉靖丙戌，曾上書裁減鷹犬蟲蟻歲給。
| 官衔          | 官衔                    | 官衔          |
| ------------- | ----------------------- | ------------- |
| 前任： 歐陽嵩 | 明朝莆田县知县 正德年間 | 繼任： 胡道芳 |